# Széltorony

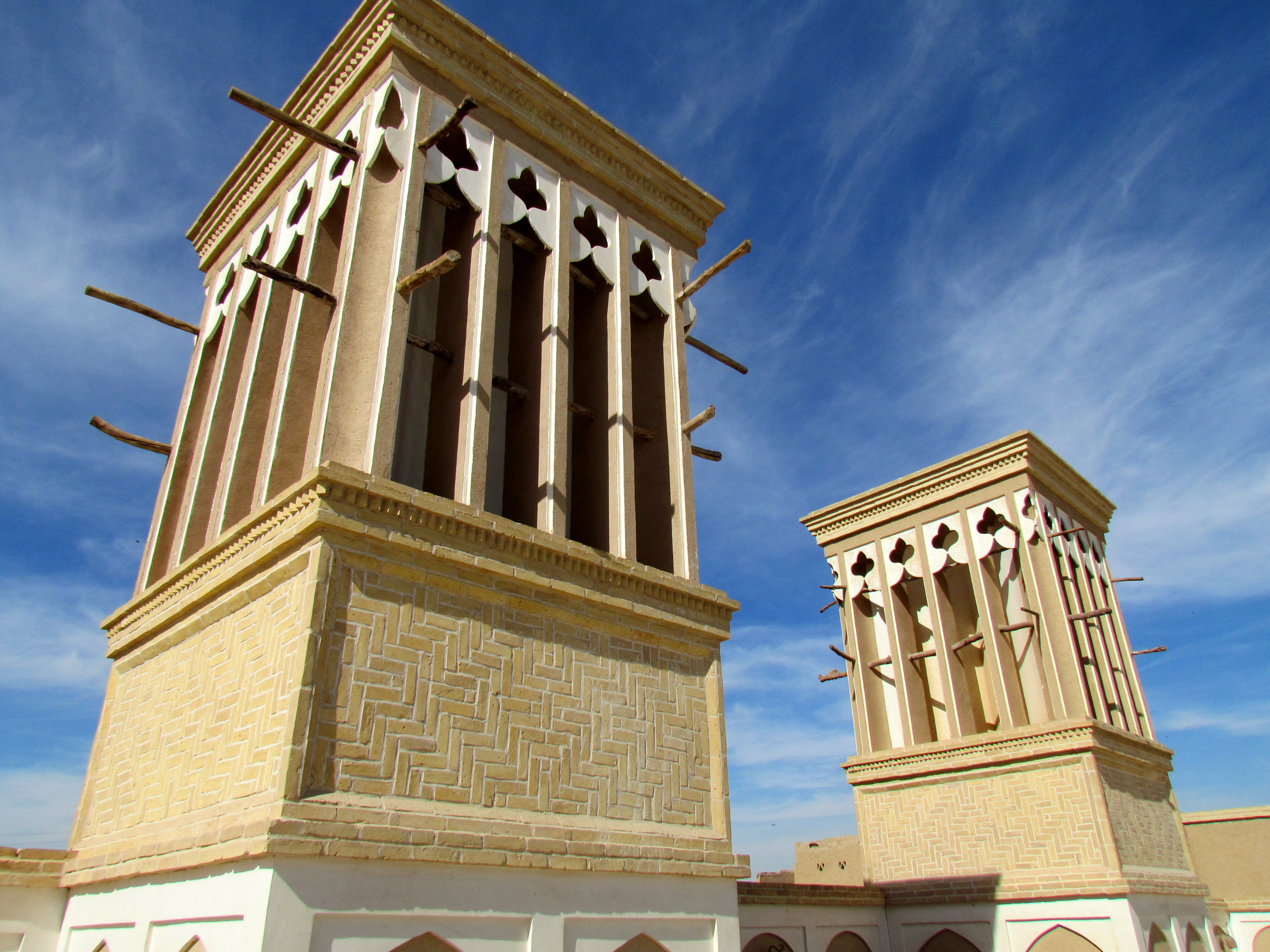
Széltornyok Jazdban

A széltorony a perzsa építészeti kultúra több ezer éves eredményei közé sorolható, vele a belső terekben a forró sivatagi körülmények között is megfelelő klimatikus viszonyokat tudtak elérni. Ezen építmények mind a mai napig működnek.

## Történetük
A széltornyok létezéséről az első történelmi bizonyítékok a Krisztus előtti negyedik évezredig nyúlnak vissza. A széltornyot Irán nagyvárosaiban "badgir" néven nevezik, amelynek jelentése: szélcsapda. 
A szél erejére évezredek óta nagy figyelmet fordítottak a városok tervezésekor, különösen a forró sivatagi időjárásnak kitett városokban, mint például Jazd (Yazd), ahol ezek a széltornyok jelenleg is láthatók. 
A Perzsa-öböl északi partja és az Omán-tenger mentén az építészek már régóta ismerték, hogyan lehet a tengeri szellőt hatékonyan felhasználni. Az általuk kidolgozott tervezési módszerekkel elérték, hogy a széltornyok nyílásaival maximális lehessen a természetes szellőzés.

## Leírásuk
Az ősi iráni városok széltornyait többek között lakóépületek, ciszternák és mecsetek építésekor használták, ezen építmények kinézetre nagy kéményekre hasonlítottak. Használatuk során a tornyok tetején lévő függőleges tengelyű nyílások vezetik be a szelet a belső terekbe, hogy biztosítsák a kellemesebb belső hőmérsékletet.
A tornyok több függőleges válaszfallal belső légcsatornákra vagy aknákra vannak felosztva, az aknák teteje a torony fején végződik, és az oldala kifelé meg van nyitva. 
A levegő áramlása a széltorony egyes oldalain két irányba történik egyszerre, felfelé és lefelé is, vagyis amikor a szél az egyik irányból fúj, a szél felőli nyílás lesz a bemeneti és a szélárnyékos nyílás pedig a kimeneti, illetve fordítva. 
A legtöbb széltorony, különösen a négyutas típus esetében válaszfalakkal van felosztva. Az egyik akna mindig a szél bevezetése érdekében működik, a másik akna pedig a benti kidobandó levegő kieresztésére szolgál. Részben kéményhatásszerűen ezek vezetik el a fülledtséget a nappali térből. A kéményhatás elve az, hogy a levegő sűrűsége csökken a hőmérséklet emelkedésével.
A hőmérséklet nyomáskülönbséget hoz létre az épület belső és külső részei között, ami légáramlatokat eredményez. Ez azért szükséges, mert az átlagos relatív páratartalom, vagyis a légnedvesség a meleg és száraz régiókban igen alacsony, és ezért van szükség magasabb belső páratartalomra. Itt úgy használják a széltornyokat, hogy a lakásban a légáramlás és a párolgás révén biztosítsák a kellemesebb belső hőmérsékletet. 
A széltoronyban a légáramlás először egy kőből épült vízmedencén és egy "szökőkúton" halad át. Ezután lép be a levegő az épületbe, és ezáltal szállít nedvességet az épület különböző részeibe. 
Jazdban a meleg és száraz időjárás hatással van a víz könnyű párolgására, amely így hűti a belső tereket és növeli a relatív páratartalmat a levegőben, ezzel csökkentve a hőmérsékletet és a légszárazságot. Ezen építmények nevezhetők az első hűtőtornyoknak, vagy más néven klímaberendezéseknek.